# Accipitrins
Els accipitrins (Accipitrinae) són una subfamília d'ocells rapinyaires, dins la família dels accipítrids (Accipitridae). En aquest grup se n'han inclòs els astors i esparvers del gènere Accipiter, a més dels propers gèneres Melierax (i Micronisus), Urotriorchis, Erythrotriorchis i Megatriorchis. Són ocells que habiten principalment als boscos, i que evolucionen amb agilitat per entre el boscatge, gràcies a llurs amples ales, llargues cues i una alta agudesa visual. Modernament, arran diversos estudis genètics de principis del present segle, se n'han afegit, no sense controvèrsia, dos gèneres propis d'espais oberts, Circus i Kaupifalco, tradicionalment ubicats als circins (Circinae) i buteonins (Buteoninae) respectivament. Alternativament s'ha plantejat la creació d'una nova subfamília, els melieraxins (Melieraxinae) amb els gèneres Melierax i Micronisus i conservar la dels circins (Circinae) amb el gènere Circus.

## Llistat de gèneres
Basant-se en moderns estudis genètics, aquesta subfamília hom considera formada per 8 gèneres. Aquests gèneres, segons la classificació del Congrés Ornitològic Internacional (versió 2.7, 2011) contenen 75 espècies:
- Gènere Accipiter, amb 51 espècies.
- Gènere Circus, amb 15 espècies.
- Gènere Erythrotriorchis, amb dues espècies.
- Gènere Megatriorchis, amb una espècie: astor de Doria (Megatriorchis doriae).
- Gènere Kaupifalco, amb una espècie: astor llagoster (Kaupifalco monogrammicus).
- Gènere Melierax, amb tres espècies.
- Gènere Micronisus, amb una espècie: astor sentinella (Micronisus gabar).
- Gènere Urotriorchis, amb una espècie: astor cuallarg (Urotriorchis macrourus).